# 香港天文學會
香港天文學會（英語：Hong Kong Astronomical Society，簡稱HKAS）於1970年成立，是香港首個公開天文會社，1974年註冊，原本稱為香港業餘天文學會，1992年改為現在名字。學會在2002年購入現位於觀塘創業街華基中心的會址。

## 歷史
成立初期學會以油印單張出版《天文資料》，免費寄發給會員和各中學的天文學會，並開辦公開講座。1974年學會正式註冊，同年與坐井會合辦公開訂閱的《香港天文通訊》，於1976年起獨力出版，至1981年停刊（共出版34期）。1975年首次舉辦香港公開天文攝影比賽，並於香港大會堂舉行「天文攝影展覽」展出參賽作品。1977年獲《華僑日報》邀請每月主編一期「天文版」，至1991年報館轉售易主才終止。同年租用銅鑼灣辦事處發展會務。1978年學會編印首本公開出售的書籍《月食觀測手冊》。1979年學會會員協助《科技世界》雜誌讀者組成香港觀天會。
1980年學會租用西環會址作辦事處，並利用作為市區觀測站。1982年與香港太空館合辦「第二屆香港天文大會」。翌年學會與香港電台合辦全輯34集，每集半小時的「宇宙行」電台節目介紹天文知識。1985年再與香港電台合作錄製「再向宇宙行」，同年由會員集資4萬港元購入西環會址，內設圖書館、磨鏡機及暗房等。1988年學會成為國際掩食計時協會（IOTA）東南亞月掩星資料分發及收集中心，及國際小行星星曆研究中心的遠東區資料收發中心。
1991年學會與香港其他12個機構合辦「中國航天科技展覽會」，參觀人數達10萬人。同年學會掩星組成為美國太空總署人造衛星觀測計劃資料分發第1139分站，並向中國業餘天文學者發佈掩星資料。1992年香港業餘天文學會正式更名為香港天文學會。1993年「壁屋天文教育中心」正式開幕。1994年學會的掩星組由國際掩星計時協會授權代替美國海軍天文台，計算和發放月掩星、行星及小行星、彗星掩星的預報，並發送予中國、香港、澳門、台灣、新加坡、菲律賓、越南、馬來西亞、印度及外蒙古地區的天文台及掩星觀測者。1995年學會的網頁投入服務。1998年開始向《香港商報》每月供稿出版「天文版」。1999年學會再次與香港電台合作推出播節目「宇宙無限」。

## 設施
香港天文學會於1972年在元朗橫州興建首個觀測站，設置有10厘米折射鏡及25厘米反射鏡。其後在大嶼山水口設立天文觀測站，站內有全天夜空攝影機，該站在2015年初交還業主，停止運作。
1988年設立香港天文網絡 (Astro-Net)，是香港第一個天文用途的BBS，亦同時是香港首個利用互联网設置，從事天文資訊分享的電腦網絡。由當時學會掩星組維護及提供內容。
Astro-Net當時共有三條線路，稱為Astro-Net (General) BBS兩條自動跳線電話，開放給學會會員及公眾。Astro-Net (CD-data) BBS一條專用電話線，只開放給天文學會會員，可供三位用戶同時連接。Astro-Net (Robotic) BBS的9條電話線，用9部數據機，主要用作連接遙控天文設備試驗，包括Davis Instrument气象站，連接電腦來提取溫度、濕度、氣壓、雨量、風速、風向、結露點等資料。控制電動UVBRI filterwheel ，電動調焦座，LX 200 GOTO望遠鏡，SBIG CCD照相機，GPS計時接收機，閉路電視監察系統。Astro-Net (Robotic) 實驗BBS未公開開放給會員使用。Astro-Net (Robotic)實驗BBS後來轉化成為DOS based一條電話線控制一台經緯儀系統。最高峰時期控制9台 (+1台後備)5厘米口徑全自動經緯儀，進行全自動化人工星體目標漂移監測工作。Astro-Net使用MS-DOS運行，Windows興起，万维网圖像化帶來的方便令DOS base command line式操作有明顯缺陷。1995年學會亦以網頁代替Astro-Net，而Astro-Net只有Robotic實驗BBS在1996年以後仍然繼續試驗，Astro-Net (General)和(CD-data) BBS在1996年停止運作。Astro-Net (Robotic) BBS亦於 2004年，用web base GIS interface取代而全面停止。
而其向香港政府租用前「壁屋公立小學」，投資約10萬港元改建成的「壁屋天文教育中心」於1993年正式揭幕，內設44厘米反射及25厘米折反射天文望遠鏡。壁屋天文教育中心現已停止運作。
香港天文學會在1999年開始，開設e-group和討論區，包括：hkas_tag@yahoo group，供HKAS理論組成員討論理論天文及活動；hkas@yahoo group，供大眾參加討論天文話題及學會公開活動；hkas-org@yahoo group，只供學會會員參加討論；hkas-exec@yahoo group，只供當屆委員會及個別邀請會員討論會務。
2000年由會員劉柱光編算了一本《香港天文年表2000》，它的前身是《香港天文學會會員手冊1998 》。
在2007年成立香港天文學會討論區，forum.hkas.org.hk，掩星組資訊由1996年Astro-Net停止後，重新在2007年底經由香港天文學會掩星組Occultation Forum延續下去，2009年11月7日建立香港天文學會Facebook專頁，2017年7月31日建立香港天文學會掩星組Facebook專頁，利用Facebook發佈本地的天象預報。2018年2月9日建立《香港天文》應用程式新聞專頁。2023年4月開始，採用 ChatGPT 4 聊天機械人回覆用戶在 Facebook Messanger 向香港天文學會、香港天文應用程式新聞專頁中提出有關天文學、天體物理學、太空科技的問題。
2012年5月19日設立《香港天文》iOS版本流動應用程式，2013年7月13日設立《香港天文》Android版本流動應用程式，2014年8月31日《香港天文》服務擴展至 Windows Phone 版本流動應用程式。
《香港天文》為香港地區用戶每日提供天文新聞、天象資料、天文活動、活動回顧、各區星空、晴天钟、16日天氣預告、雲量預測、月相、日、月出沒、晨光昏影時刻及北極星對極輔助圖、紅燈助手和手場白燈。
2015年香港天文學會與中國科學院雲南天文台合作的滇港寬視場巡天計劃，在雲南高美古建立的0.45米，焦距比f/2.8的寬視場遙控望遠鏡，進行小行星及系外行星的搜尋工作。

## 獎項
香港天文學會的智能手提電話應用程式《香港天文》獲香港政府電影、報刊及物品管理辦事處選為2017十大健康手機／平板電腦應用程式之一。

## 學術研究
2010 香港天文學會會長楊光宇成功爭取將一小行星名命為艾未未星。
2011年6月5日香港天文學會成員鍾志民透過在屯門的遙控天文觀測站首次攝得M51星系超新星爆發，該遙控天文觀測站位於屯門保良局梁周順琴小學，於2011年9月轉往保良局西區婦女福利會馮李佩瑤小學，由保良局贊助約60萬港元興建，設有1台14吋折反射望远镜。未來，他考慮在馮李佩瑤小學加設天象廳，大小與尖沙咀的太空館天象廳相若。
《香港天文》除了香港用戶群外，澳門、中國大陸、台灣及海外華人用戶亦不少。漸漸成為有影響力的天文媒體。為了方便編輯工作，《香港天文》制定了各種天文名詞翻譯準則，包括：彗星中文譯名準則、流星雨中文譯名準則、恆星及系外行星中文譯名準則、小行星命名及中文譯名準則、增補中國恆星名稱準則。
2017年12月，國際流星組織流星雨日曆決定由2018年起，採用香港天文學會 ZHR 的中文譯法及「流星雨中文譯名準則」為流星雨標準中文譯名。
2021年，香港天文學會掩星組開始採用弱人工智能進行各種天文模擬及無障礙智能天文望遠鏡進行小行星掩星、系外行星、近地小天體防禦及彗星的擴展觀測。
2022年，香港天文學會理論天文組在國際天文學術期刊發表香港上空設定天文學觀察成果的研究報告。

### 暦算硏究
由香港天文學會掩星組執行，配合掩星組的小行星和彗星軌道觀測（掩星組觀測小行星和彗星的天文台編號是270），數據提交國際天文聯會小行星中心。掩星組以模擬方式進行太陽系小天體（小行星和彗星）的軌道曆算研究，進行相關預報，觀測，修正模擬參數，再進行改良預報，再觀測。

### 小行星及彗星研究
由香港天文學會掩星組進行，包括小行星掩星，彗星掩星，近地小行星的位置及光度變化，近地小行星的立體型狀模擬。行星防禦計劃的觀測並參與相關的論文
2021年開始，進行近地小行星觀測，利用天體位置測量技術來追蹤近地小行星得到準確位置，加上差分天體測光技術量度這些天體位置和光度微小的週期性變動，得到這些小行星的自轉周期和利用光曲線反轉方法去計算小行星的立體形狀。

### 系外行星研究
由香港天文學會掩星組執行，2021年起推動在香港市區光害污染的情況下，進行各種系外行星觀測和初步分析工作。
至2023年初已經偵測了接近20顆系外行星，包括對照用的已知系外行星和未確認的候選系外行星，目前亦參與全球偵測系外衛星（exomoon）的觀測研究。

### 發現
香港天文學會掩星組聯同澳洲南昆士蘭大學，搜尋地外文明計劃研究所的研究團隊，在確認一顆編號TIC 139270665 b 屬於土星類型溫暖緻密的系外行星研究過程中，發現一顆編號TIC 139270665 c 的新系外行星
。

### 參與的學術論文
滇港（雲南-香港）巡天計劃
雲南-香港寬視場巡天新發現的一個磁活動雙星系统，中國天文學報，第163卷第4期，2022年3月14日出版
New Detached Binary USNO-B1.0 1421-0485411 with Secondary Component having Large Albedo, AJ 163 No.4, 14 March 2022
Active longitudes and starspot evolution of the young rapid rotation star USNO-B1.0 1388-0463685 discovered in the Yunnan-Hong Kong Survey, MNRAS Vol. 514 Issue 1, 11 Jun 2022
理論天文組
Solar Eclipse Observations with small radio tlescope in Hong Kong in the 21 cm radio frequency band, Romanian Astron J., Vol.32, No.1, 2 Jul 2022
掩星組
The Unistellar Exoplanet Campaign:Citizen Science Results and Inherent Education Opportunities, PASP 135: 015001, 2023 January
Light Curves and Colors of the Ejecta from Dimorphos after the DART Impact, Nature (2023), 1 March 2023
Confirming the Warm and Dense Sub-Saturn TIC 139270665 b with the Automated Planet Finderand the Unistellar Citizen Science Network, The Astronomical Journal, Volume 167, Number 4 Published 2024 March 20 by the American Astronomical Society
Occultation Observation of Asteroid (3200) Phaethon and formation of the International Occultation Timing Association - East Asia, The Royal Society, Philosophical Transactions
Photoelectric calibration of the Unistellar telescope to the Johnson-Cousins System, Monthly Notices of the Royal Astronomical Society

## 外部連結
- 官方网站
- 香港天文學會的Facebook專頁
- 香港天文學會掩星組的Facebook專頁
- 香港天文教育發展史